# Семеро святых Марракеша
Семеро святых Марракеша (араб. سبعة رجال‎ — букв. «семь мужей») — группа из семи исламских богословов и суфиев, которые похоронены в Марракеше, Марокко. Считаются покровителями города, их мавзолеи являются местом паломничества.
Традиция почитания семерых святых была создана в начале XVIII века по приказу султана Мулая Исмаила знаменитым марокканским писателем и суфием Аль-Юси.

## Список святых
Аль-Юси составил список имен и порядок очередности, в соответствии с которым надо посещать их могилы. Все святые были реально существующими историческими лицами арабского происхождения. В прошлом они между собой никак не были связаны.
- Юсуф ибн Али ас-Санхаджи (?—1196) — суфий из Йемена, прокаженный.
- Кади Ийяд (1083—1149) — исламский богослов, имам суннитов, языковед-грамматист, историк, верховный шариатский судья (кади) Сеуты, а затем и Гранады.
- Абу-ль-Аббас ас-Сабти[англ.] (1129—1204) — мусульманский святой из Сеуты.
- Мухаммад аль-Джазули[англ.] (?—1465) — суфий; наиболее известен тем, что составил книгу «Далаиль аль-хайрат».
- Абдель-Азиз ат-Таббаа[англ.] (?—1499) — суфий, основатель первой завии джазулийского тариката в Марракеше.
- Абдуллах аль-Газвани[англ.] (?—1529) — суфий, преемник Абдель-Азиза ат-Таббаа.
- Абу-ль-Касим ас-Сухайли[англ.] (1114—1185) — исламский богослов из Фуэнхиролы.

## Мавзолеи
- Мавзолей Юсуфа ибн Али
- Гробница Кади Ийяда
- Мавзолей Абу-ль-Аббаса ас-Сабти
- Мавзолей Мухаммада аль-Джазули
- Мавзолей Абдель-Азиза ат-Таббаа
- Мавзолей Абдуллаха аль-Газвани
- Мавзолей ас-Сухайли